# Public Toys
Public Toys waren eine Punk-Gruppe aus Düsseldorf.

## Geschichte
Public Toys wurden in Düsseldorf gegründet. Auf die Frage nach dem Antrieb der Gründung äußerten sich die Bandmitglieder, dass "irgendwelche Leute [nicht wissen], was sie machen sollen und gründen eine Band". Zwar glaubt man anfangs, dass sie den Musikstil der Toten Hosen übernehmen werden, die Band sagte aber von sich selbst, dass sie einen ganz neuen Musikstil geschaffen hätte.
Ende des Jahres 1997 stieg Sänger Fozzie aus und Pascal kam als neuer Sänger in die Band, der fortan viele Texte für die Band schrieb.
Im August 1998 waren die Public Toys im Düsseldorfer Tor 3 und im Frankfurter Batschkapp Vorband der Toten Hosen auf deren Magic Mystery Tour.

## Diskografie
- 1993: Tote Helden (7" EP, Teenage Rebel Records)
- 1994: 3 Akkorde für Fortuna (7" EP, Teenage Rebel Records)
- 1994: Fünf Asse (LP/CD, Teenage Rebel Records)
- 1996: Punk (LP/CD, Teenage Rebel Records)
- 1998: Die erste Halbzeit (CD, Teenage Rebel Records)
- 1998: Safety-pins on Television (7" EP, Dirty Faces Records)
- 1999: Rock 'n' Roll Parasites (CD/LP, People Like You Records)